# Pampero
El Pampero, en portuguès: Pampeiro, és el pas d'un front fred (vent fred amb ràfegues), provinents de l'Antàrtida, que bufa des del sud o el sud-oest de les pampes de l'Argentina i de l'Uruguai. En general, es produïx amb el pas d'un front fred, i sovint, és acompanyat de línies de tempesta i d'una ràpida i pronunciada baixada de la temperatura. Rep el nom de «Pampero húmedo» quan produïx pluges, «Pampero higiénico» quan va acompanyat de tempestes de pols i encara no ha plogut i «Pampero limpio», quan el vent és net de pols per efecte de la pluja.

## Fases
Fase prèviaComença a bufar per hores o díes el vent nord, càlid, la temperatura i la humitat van en alça. S'anomena també «prepampero».
Fase d'aproximació i pas del PamperoEs produeix el màxim de temperatura i humitat, el vent nord canvia i prové del sud-oest o el sud.
Fase finalEl vent Pampero bufa amb diferents intensitats.
El més freqüent és que els pamperos predominin durant els mesos d'hivern austral (des de finals d'abril a finals d'agost) i que siguin "secs", ja que acostumen a bufar des de l'Antàrtida en una diagonal que va des del quadrant sud-oest (SW) fins a les àrees anticiclòniques del nord-est, en tenir aquesta circulació precipiten la major part de la seva humitat en els vessants occidentals dels Andes patagons, per aquest motiu, encara que acostumen a provocar fronts freds i fins i tot temperatures nivals és poc comú que provoquin grans nevades
La diagonal eòlica del pampero es presenta com un front isotèrmic i això explica que diverses ciutats de l'Argentina força distanciades latitudinalment tinguin temperatures mitjanes molt semblants Buenos Aires, Córdoba, San Miguel del Tucumán. Les baixes tèrmiques en zones tropicals a causa del pampero són comunes tots els anys.